# Епиорниси
Епиорнисите (Aepyornis) са род изчезнали птици от семейство Епиорнисови (Aepyornithidae).

## Видове
Род Епиорниси
- Aepyornis gracilis Monnier, 1913[1]
- Aepyornis hildebrandti Burckhardt, 1893[1]
- Гигантски епиорнис (Aepyornis maximus) E. Geoffroy Saint-Hilaire, 1851[1]
- Aepyornis medius Milne-Edwards & Grandidier, 1866[1]